# Gouvernement Spaak IV
Royaume de Belgique
Spaak III G. Eyskens I
Pour les articles homonymes, voir Gouvernement Spaak.
Le gouvernement P-H. Spaak IV est un gouvernement composé de socialistes et de sociaux-chrétiens, du 27 novembre 1948 au 11 août 1949.

## Composition
| Ministère                                                 | Nom                                     | Parti           |
| --------------------------------------------------------- | --------------------------------------- | --------------- |
| Premier ministre et ministre des Affaires étrangères      | Paul-Henri Spaak                        | Socialiste      |
| ministre de la Coordination économique                    | Paul De Groote                          | socialiste      |
| Ministre des Finances                                     | Gaston Eyskens                          | social-chrétien |
| Ministre de la Justice                                    | Henri Moreau de Melen                   | social-chrétien |
| Ministre de l'Administration générale et des Pensions     | Jules Joseph Merlot                     | Socialiste      |
| Ministre de l'Instruction Publique                        | Camille Huysmans                        | Socialiste      |
| ministre des Travaux publics                              | Oscar Behogne                           | social-chrétien |
| ministre des Communications                               | Achille Van Acker                       | Socialiste      |
| ministre du Travail et de la Prévoyance sociale           | Léon-Eli Troclet                        | Socialiste      |
| ministre des Affaires économiques et des Classes moyennes | Jean Duvieusart                         | social-chrétien |
| ministre de l'Agriculture                                 | Maurice Orban                           | social-chrétien |
| ministre des Colonies                                     | Pierre Wigny                            | social-chrétien |
| ministre de l'Intérieur                                   | Pierre Vermeylen                        | socialiste      |
| ministre de la Reconstruction                             | Robert De Man                           | social-chrétien |
| ministre de la Santé publique et de la Famille            | François-Xavier van der Straten-Waillet | social-chrétien |
| ministre de la Défense nationale                          | Raoul de Fraiteur                       | technicien      |
| ministre du Commerce extérieur                            | Georges Moens de Fernig                 | technicien      |